# Arquipélago das Primeiras e Segundas

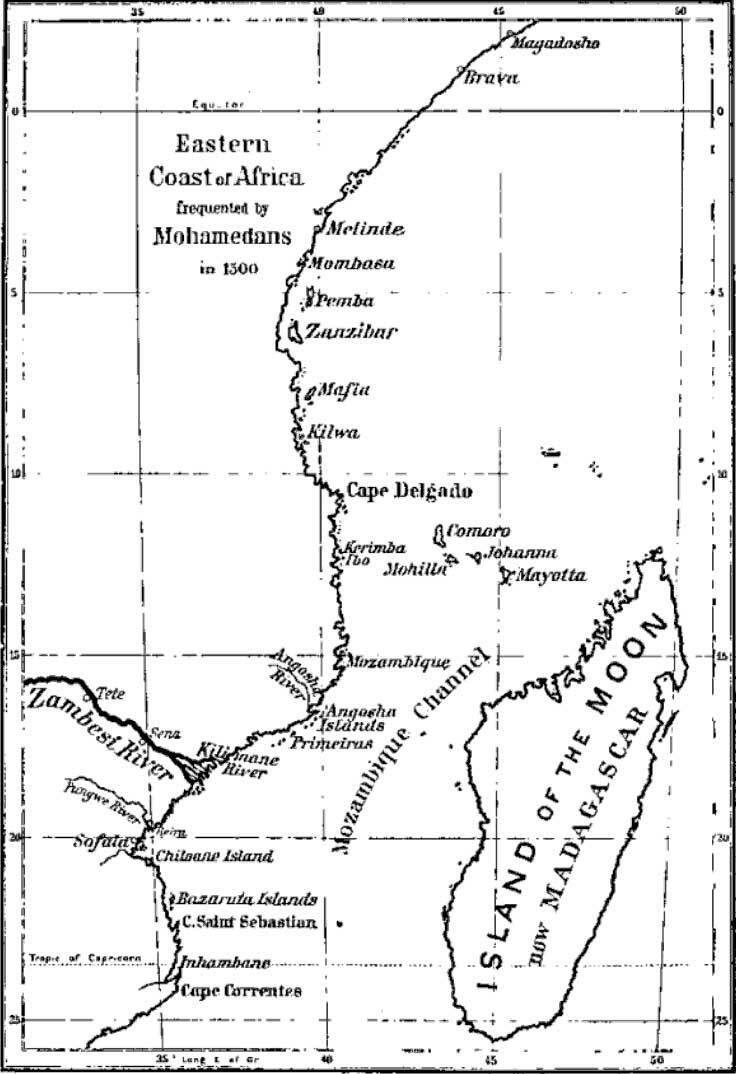
As ilhas Primeiras e Segundas no Canal de Moçambique perto de Angoche, c. 1500.

O Arquipélago das Primeiras e Segundas é uma cadeia de 10 ilhas-barreira pouco habitadas e dois conjuntos de recifes de coral situados no Oceano Índico ao largo da costa de Moçambique e próximo da cidade costeira de Angoche. As ilhas constituem dois grupos ao longo do lado ocidental do Canal de Moçambique.
A descoberta do arquipélago pelos europeus ocorreu em 25 de fevereiro de 1498 durante a primeira expedição de Vasco da Gama à Índia. As ilhas tornaram-se um importante ponto de paragem para as Armadas da Índia, que se viam frequentemente na necessidade de fazer reparações de emergência após dobrarem o Cabo da Boa Esperança.

## Descrição
As ilhas estão dispostas ao longo da plataforma continental africana. As cinco ilhas Segundas situam-se a norte, separadas das cinco ilhas Primeiras ao sul por uma extensão de mar aberto e recifes. As costas orientais das ilhas são orladas por recifes de coral, compostos sobretudo de corais moles, com corais duros nas suas extremidades sul. Entre as ilhas e o continente encontram-se leitos de ervas marinhas, que constituem um habitat importante para tartarugas-marinhas e dugongos. As ilhas meridionais abrigam a maior zona de nidificação da tartaruga-verde em Moçambique e a tartaruga-comum também usa estas praias. É também neste arquipélago que se encontra a maior população de dugongos do Oceano Índico ocidental.
A vegetação destas ilhas baixas inclui mangues, ervas e matagais. As águas ao largo das suas costas, são mais conhecidas pela biodiversidade dos seus espectaculares recifes de coral, que sustentam uma importante pescaria. Devido à falta de fontes confiáveis de água doce, a população humana das ilhas é escassa - sobretudo em apoio às operações de pesca.

## Esforços de conservação
A área está ameaçada pela pesca ilegal e impactos do turismo não autorizado. O abate dos mangues costeiros tem aumentado a erosão, com efeitos negativos na vida marinha. O arquipélago é atualmente foco de projetos conjuntos de conservação e desenvolvimento levados a cabo pela CARE e World Wildlife Fund em cooperação com o governo de Moçambique e ONG's locais. Os objetivos destes projetos são a preservação do ambiente e do sistema de recifes de coral circundante, restaurar as pescarias, proteger as áreas de reprodução da andorinha-do-mar-escura, dos dugongos e tartarugas-verdes, e criar melhores condições de vida para os habitantes da região.
Um dos propósitos dos projetos é a criação de uma área de 17 000 km² que será protegida como reserva marinha. Outro objetivo é aumentar a compreensão entre os habitantes locais sobre como as suas atividades afetam o ambiente mais amplo bem como as suas próprias segurança e prosperidade a longo prazo. A utilização de métodos mais sustentáveis na agricultura e pescas é também o foco do apoio educativo às comunidades locais.